# Polytaenium guayanense
Polytaenium guayanense är en kantbräkenväxtart som först beskrevs av Georg Hans Emmo Wolfgang Hieronymus, och fick sitt nu gällande namn av Arthur Hugh Garfit Alston. Polytaenium guayanense ingår i släktet Polytaenium och familjen Pteridaceae. Inga underarter finns listade.